# Sferni koordinatni sustav
Sferni koordinatni sustav određen je ishodištem O i međusobno okomitim polupravcima p i z. Nekoj točki P pridružuju se koordinate (r, φ, θ) gdje je r koordinata jednaka udaljenosti od ishodišta do točke P, koordinata φ kut je od projekcije vektora OP na ravninu okomitu na poluos z i koordinatu θ, θ je kut koji vektor OP zatvara s poluosi z. Sve su točke prostora jednoznačno određene kad su vrijednosti sfernih koordinata ograničene: 0 < ρ < ∞, –π < φ < π, 0 < θ < π.
Prijelaz iz Kartezijevih u sferne koordinate u prostoru računa se prema jednadžbama: 
{\displaystyle {\begin{aligned}r&={\sqrt {x^{2}+y^{2}+z^{2}}}\\\theta &=\arccos {\frac {z}{\sqrt {x^{2}+y^{2}+z^{2}}}}=\arccos {\frac {z}{r}}\\\varphi &=\arctan {\frac {y}{x}}\end{aligned}}}
a prijelaz iz sfernih u Kartezijeve koordinate prema jednadžbama:
{\displaystyle {\begin{aligned}x&=r\cdot \sin \theta \cdot \cos \varphi \\y&=r\cdot \sin \theta \cdot \sin \varphi \\z&=r\cdot \cos \theta \end{aligned}}}

## Zemljopisne koordinate
U geodeziji i kartografiji položaj točke na Zemljinoj plohi često se određuje zemljopisnim koordinatama. Za istu se namjenu katkad koristi i pravokutni koordinatni sustav na sferi, u kojem se za apscisu, umjesto pravca, najčešće uzima meridijan promatranoga područja. Za ishodište koordinatnoga sustava odabire se točka na meridijanu, obično u središtu promatranoga područja. Apscisa neke točke udaljenost je mjerena uzduž meridijana, od ishodišta do presjeka s velikom kružnicom (presjecište kugline plohe s ravninom koja prolazi njezinim središtem) koja prolazi danom točkom i okomita je na meridijan. Duljina luka te okomice ujedno je i ordinata točke.

## Nebeski koordinatni sustavi
Nebeski koordinatni sustavi su sferni koordinatni sustavi u kojem je položaj nebeskog tijela određen dvjema koordinatama definiranog sfernog koordinatnog sustava. U astronomiji razlikujemo 5 nebeskih koordinatnih sustava:
- horizontski (azimutski) koordinatni sustav
- mjesni ekvatorski koordinatni sustav
- nebeski ekvatorski koordinatni sustav
- ekliptički koordinatni sustav
- galaktički koordinatni sustav